# كليمنس فون ديلبروك
كليمنس فون ديلبروك (بالألمانية: Clemens von Delbrück)‏ (و. 1856 – 1921 م) هو سياسي، ومحامي، وعالم عقيدة ألماني، ولد في هاله، توفي في ينا، عن عمر يناهز 65 عاماً.

## مناصب
تولى منصب عضو مجلس النواب الألماني للجمهورية فايمار
- عضو مجلس النواب البروسي اللوردات

.

## التعليم
تعلم في جامعة هومبولت في برلين
.

## جوائز
حصل على جوائز منها:

نيشان فرسان العقاب الأسود